# Rafael Upiñalo
Rafael Mambo-Matala Upiñalo (Bata, 1928 – Malabo, 23 de marzo de 1978) nacido Malònga ma-a Màmbo, fue un pedagogo, profesor universitario y activista político de Guinea Ecuatorial, siendo una de las primeras voces en oponerse al régimen dictatorial de Francisco Macias Nguema.

## Biografía
Hijo de los líderes tribales Julio Matala y Catalina Upiñalo (ambos de la etnia Ndowé), Rafael Upiñalo nació en Bata, en el año 1928. Acabó por tener como padrastro el mecánico de precisión de la corona española Ekopèle y Bilandé, que tuvo fuerte influencia en su formación.
Por influencia de su padrastro entró precozmente en la escuela y mostró ser un estudiante notable. Incluso con un año menos que lo exigido, sus profesores y su padrastro lograron ingresarlo en la Escuela Superior Indígena (ESI, actual Facultad de Ciencias de la Educación de Malabo de la Universidad Nacional de Guinea Ecuatorial), adquiriendo el diploma de magisterio superior en 1948.
En 1949 Rafael Upiñalo es llamado a trabajar en el Cuerpo de Funcionarios de la Administración Colonial Española, sirviendo como profesor en la red primaria de enseñanza. Se convierte en uno de los primeros sindicalistas de Guinea, actuando como líder-interlocutor de los profesores de Bata. Esta posición le rindió un fuerte castigo de la colonia, que le envió a un remoto distrito escolar en Malabo (fue rebajado a inspector de enseñanza), donde fundó una corriente política denominada "Movimiento", que clamaba por la independencia de Guinea Española.
Con la suavización política de la década de 1960, fue transferido como profesor para el Grupo Escolar Generalísimo Franco, en Bata. Fue nuevamente transferido en 1962 como profesor para el Grupo Escolar de Santa Isabel y luego fue nombrado como director del Grupo Escolar de Calvo Sotelo.
En 1969, un año después de la independencia, es nombrado director de la Escuela Superior Martin Luther King (ESMLK). En ese mismo año el presidente Francisco Macías Nguema, atizado por la etnia Fang, promueve una limpieza étnica contra los Bubi y los Ndowé, llevando a Rafael Upiñalo a protestar contra el gobierno, formando la resistencia docente y estudiantil contra la dictadura. Por su parte, el presidente Nguema cortó su salario, pero le obligó a seguir trabajando, lo que le hizo alternar de día como profesor universitario y director de la ESMLK, y de noche como pescador con su amigo Ángel Andondo, para poder sostener a su familia.
Considerado líder de la resistencia pacífica civil a la dictadura de Macías Nguema, fue arrestado en 1976 con muchos profesores, intelectuales y estudiantes en la prisión Playa Negra por Teodoro Obiang, en aquel entonces director de esta misma prisión y jefe del estado mayor de Guinea. En 1978, Teodoro Obiang, ya jefe del Ministerio de Defensa, ordena matar a Rafael Upiñalo, que ya se encontraba con gravísima anemia, por no ser alimentado en la cárcel, recibiendo, incluso, donación de sangre de sus exalumnos.

## Vida personal
Se casó en 1950 a los 22 años con Carmen Esua Melango, con quien tuvo cuatro hijos legítimos, adoptando otros tres niños huérfanos.
A finales de los años 50 se separó de Carmen y contrajo matrimonio con Gertrudis Mayer, con quien tuvo otros siete hijos.
Finalmente, en 1970, se separó de Gertrudis y contrajo matrimonio con Agnès, que fue su compañera hasta su muerte.